# Hyperlapse
Hyperlapse (também walklapse, spacelapse, stop-motion time-lapse, motion timelapse, moving timelapse) é uma técnica fotográfica dentro da area do time-lapse, em qual a posição da câmara vai mudando entre cada exposição para criar um travelling  na sequência do time-lapse. Ao contrário dos simples motion timelapse-dolly shots, quais são realizados com trilhos curtos de câmeras; no hyperlapse a câmera é reposicionada novamente por uma longa distância.

## Técnica
O método cinematográfico do time-lapse,  uma  ilustração acelerada em tempo real, é acrescentado por mais uma componente espacial. Tipicamente a câmara aponta um exato definido ponto fixo, sendo movido ao mesmo tempo por grande distâncias. Uma técnica que serve em particular para o âmbito da arquitetura.
Hyperlapse, tal como stop-motion, é gravado com uma câmara fotográfica, cujas fotogramas (frames) são unidas na pós-produção para produzir um vídeo (por isso o título stop-motion timelapse).
Para poder superar as largas distâncias necessárias sem o uso de dollys ou ferrovias, o movimento de câmara pode ser feito na maioria das vezes por marcha (walklapse).
Este modo de proceder torna hyperlapse num trabalho intensivo.

## História
O termo "hyperlapse" foi criado pelo cineasta americano Dan Eckert. A palavra si própria foi  principalmente popularizado e marcada pelo artista Shahab Gabriel Behzumi e o seu video "Berlin Hyper-Lapse" (2012).
Provavelmente inspirado por Godfrey Reggio, um diretor de cinema estado-unidense especializado em documentários experimentais, tal como a famosa Trilogia Qatsi, usando um efeito fotográfico semelhante impresionante e emocionante.

## Desenvolvimento
O progresso na qualidade de imagens permite técnicas fotográficas mais eficientes e a estabilização das sequências melhora por software automatizaçoes mais potentes.
Além disso, o acrescimento continual da resolução maxima de câmras digitais, resulta em mais possibilidades para a pós-produção, porque uma resolução alta permite alterações sintéticas no factor do zoom sem perda visível na qualidade da imagem. Isso reforça também a dinâmica da sequência.

## Google Street View Hyperlapse
Google Street View Hyperlapse é uma aplicação Open Source da agencia de design gráfico canadiana "Teehan + Lax", qual presenta a posibilidade de construir uma excursão individual com as fotos de Google Streetview. O programa calcula o caminho desde o ponto de partida até a final, generando um Travelling virtual. O StreetView Hyperlapse permite ao usuário pela primeira vez rotações interativas de 360° com simultâneos e contínuos caminhos do ponto de vista do fotógrafo virtual. Assim as sequências generadas acrescentam hyperlapsing por mais uma dimensão, uma vez que antes não era possível para o espectador de mudar o ponto de vista posteriormente numa sequência de video ou time-lapse. StreetView Hyperlapsing possibilita pela primeira vez ao usuário doméstico praticar hyperlapsing em casa sem equipamento fotográfico. O único requisito é que o caminho desejado tenha sido gravado antes em imagens panorámicas de 360° pelo servico de Google Street View.

## Ligações
- vídeos hyperlapse no vimeo

- página web oficial: Shahab Gabriel Behzumi
- página web oficial: Dan Eckert